# 小数
小数，是實数的一种特殊的表现形式。所有分数都可以表示成小数，小数中的圆点叫做小数点，它是一个小数的整数部分和小数部分的分界号。其中整数部分是零的小数称为纯小数，整数部分不是零的小数称为带小数。
| 1        | .      | 234      |
| 整数部分 | 小数点 | 小数部分 |

對應的英文維基百科頁面為Decimal representation。不過，中文的「小數」與英文的 "Decimal representation" 意思不完全相同，因為 "Decimal representation" 也包含整數，而「小數」通常只指包含小數點的數字。

## 性质
1. 在小数的末尾添上或去掉任意个零，小数的大小不变。例如：0.4＝0.400，0.060＝0.06。
2. 把小数点分别向右（或向左）移动n位，则小数的值将会扩大（或缩小）基底的n次方倍。（例如對十進位來說就是 {\displaystyle 10^{n}}）

## 分类

### 有限小数
小数部分后有有限个数位的小数。如3.1465，0.364，8.3218798456等，有限小数都属于有理数，可以化成分数形式。
一個最簡分數可以被化作十進位的有限小數若且唯若其分母只含有質因數2或5或兩者。類似的，一個最簡分數可以被化作某正整數底数的有限小數若且唯若其分母之質因數為此基底質因數的子集。

### 无限小数
- 循环小数

从小数部分的某一位起，一个数字或几个数字，依次不断地重复出现的小数叫做循环小数。如 {\displaystyle {\frac {1}{7}}=0.142\ 857\ 142\ 857\ 142\ 857\ldots }，{\displaystyle {\frac {11}{6}}=1.833\ 333\ldots }等。循环小数亦属于有理数，可以化成分数形式。
- 无限不循环小数

小数部分有无限多个数字，且没有依次不断地重复出现的一个数字或几个数字的小数叫做无限不循环小数，如圓周率{\displaystyle \pi =3.141\ 592\ 653\ 589\ 793\ 23\ldots }，自然對數的底數{\displaystyle e=2.718\ 281\ 828\ 459\ 04\ldots }。无限不循环小数也就是无理数，不能化成分数形式。

### 小数与分数的转化
有限小数化分数：化为十分之几（百分之几……）后约分。 
纯循环小数化分数：循环节作为分子，循环节如果有一位，分母为9；循环节有两位，分母为99；循环节有三位，分母为999，依次类推。如 {\displaystyle 0.9999...={\frac {9}{9}}=1}，  {\displaystyle 0.2525...={\frac {25}{99}}}， {\displaystyle 0.333...={\frac {3}{9}}={\frac {1}{3}}}，能约分的要约分。 
混循环小数化分数：化为有限小数和纯循环小数之和后化简，如{\displaystyle 0.1333333...=0.1+0.0333333...={\frac {2}{15}}}。
无限不循环小数为无理数，不可以化为分数。

## 其他小數表示方式
某些場合，如在交易市場上，一般擷取到小數點後二位（姑且不論採用何種數值簡化規則），由此也衍生出其他的小數表示方式。以3.14（或3,14）為例：
- 現今一般表示方式：{\displaystyle 3{\color {Brown}.14}}；有些地方或國家使用逗號：{\displaystyle 3{\color {Brown},14}}。
- {\displaystyle 3{\begin{smallmatrix}{\color {Brown}{\underline {14}}}\end{smallmatrix}}} 或 {\displaystyle 3^{\,{\color {Brown}{\underline {14}}}}}[1]

## 中文記數法
中國未引入西方的小數點前，中文有一套小數單位表示小數：分、釐、毫、絲、忽、微、纖等等，各單位是前一個的十分之一。如3.1416，讀作「三又一分四釐一毫六絲」或「三個一分四釐一毫六絲」。小數點自西方傳入中國後，小數單位除對譯十進制詞頭外已逐漸不用，現時分、釐仍會用於利率。

## 內部連結
- 小數點

## 註解
1. ↑  常見於交易報價軟體，小數部份以略小的字體書寫，並畫上底線；或中華郵政之郵票，例：常085總統府郵票[永久]；常136漿果郵票[永久]。
2. ↑  林鶴一、淡中濟著，黃元吉譯，《算術－整數及小數》，萬有文庫第一集，民國十八年初版。